# Spiradiclis leptobotrya
Spiradiclis leptobotrya là một loài thực vật có hoa trong họ Thiến thảo. Loài này được (Drake) Pit. miêu tả khoa học đầu tiên năm 1922.